# Completes
S'anomena completes, en la tradició cristiana d'hores canòniques, a la darrera pregària de la Litúrgia de les Hores, a primera hora de la nit, abans del descans. Trobant-se tota la comunitat reunida a l'església, es dona gràcies a Déu pel dia que acaba i se li demana la seva protecció divina per al descans nocturn.
El terme Completes deriva del llatí Completorium (complement) i se li ha donat aquest nom a aquesta hora en particular perquè les completes esdevenen l'acabament de totes les hores del dia, el tancament del dia. La paraula va ser utilitzada per primera vegada en aquest sentit al començament del segle VI per Benet de Núrsia a la seva Regla. L'hora de Completes, segons el Breviari Romà, es pot dividir en diverses parts: El començament o introducció, la salmòdia, amb el seu acompanyament habitual dels himnes, l'himne, el capítol, la resposta, el càntic evangèlic, l'oració i la benedicció. Segons la Regla per als monjos de Sant Benet, les completes comprendran la recitació de tres salms, que s'han de dir seguits, sense antífona; després, l'himne d'aquesta hora, una lliçó, el verset, el Kyrie eleison, i es fa el comiat amb la benedicció.
Segons la Regla de Sant Benet, després de les Completes s'inicia la "Gran Silenci", en el qual tota la comunitat observa el silenci durant tota la nit fins que al següent servei del matí l'endemà.
Es resen de nit, generalment abans de dormir. A diferència de les altres oracions, que reben el seu nom pel lloc que ocupaven a l'horari diari romà (la prima, la primera, a les 6 del matí, a l'alba; a les 3 hores, la Terça; al cap de sis hores (migdia), la Sexta; al cap de nou hores, la Nona), les Completes reben aquest nom, doncs, se celebren quan, en arribar la nit, abans d'anar a dormir, ja s'ha completat el dia.

## Esquema de la celebració de Completes[1]
- Invocació inicial:

- «Déu, vine al nostre auxili…» o «sigueu amb nosaltres Déu nostre»
- i Glòria (en versió llatina):

«Gloria Patri, et Filio, et Spiritui sancto.
Sicut erat in principio, et nunc, et semper
et in saecula saeculorum, Amen».
- Examen de consciència, opcional, segons l'arbitri de cadascú; es pot finalitzar amb un Confiteor o acte de contrició, com a fórmula d'absolució utilitzada en la Missa.
- Himne.
- Un o dos Salms, amb la seva respectiva antífona (normalment el 4 i el 133).
- Lectura breu de la Bíblia.
- Responsori breu, que respon a la lectura.
- Càntic evangèlic o Càntic de Simeó (Lc 3, 29-32), també anomenat Nunc dimittis (per les seves primeres paraules, en llatí).
- Oració final.
- Acomiadament.
- Antífona o càntic a la Verge Maria.